# Grodziszcze (Wzgórza Włodzickie)
Grodziszcze (396 m n.p.m.) – wzniesienie w południowo-zachodniej Polsce, w Sudetach Środkowych, w paśmie Wzgórz Włodzickich, w Gminie Nowa Ruda.

## Opis
Wzniesienie położone jest w najniższej południowej części Wzgórz Włodzickich, w pobliżu Bożkowa, w kierunku południowo-zachodnim. Po południowo-zachodniej stronie u podnóża wzniesienia przebiega linia kolejowa nr 286 z Kłodzka do Wałbrzycha.
Jest to kopulaste wzniesienie o łagodnych zboczach, z wyraźnie zaznaczonym płaskim wierzchołkiem. Wzniesienie w partii szczytowej częściowo porośnięte jest lasem mieszanym z przewagą drzew liściastych, zbocza zajmują pola uprawne i łąki.

## Wieża widokowa
Na wzgórzu znajdują się ruiny wieży widokowej z 1813 roku imitujące zamek, wybudowane przez hrabiego Antona von Magnisa. Obecnie ruiny oraz baszta są zaniedbane. Zawalił się zmurszały dach, połamały się kręte schody. Z zewnątrz można zobaczyć kunsztowną konstrukcję budowli z łamanego kamienia. Fundamenty oraz przybudówki ze ścianami przypominają średniowieczne zamczysko. Na ścianach widać ślady schodów oraz wejścia do nieistniejących pokoi przyklejonych do baszty.
Budowla na Grodziszczu jest jedną z kilku wież widokowych w Sudetach Środkowych. Inne znajdują się na: Górze Świętej Anny, Górze Wszystkich Świętych, Kalenicy, Wielkiej Sowie i Włodzickiej Górze (odbudowana i ponownie otwarta w 2018 roku) oraz najmłodsza – w Suszynie.